# Symbolic (Death)
Symbolic è il sesto album in studio del gruppo musicale Death, pubblicato il 21 marzo 1995 dalla Roadrunner Records.

## Descrizione
Si tratta del primo e unico album dei Death pubblicato con la Roadrunner Records. Come i suoi due più diretti predecessori, il disco è tecnicamente molto avanzato e contiene forti tinte progressive, e anche la lunghezza media delle canzoni ne risente.
Nella copertina dell'album il logo ufficiale del gruppo subisce un'ulteriore modifica rispetto al passato: la croce riversa che appariva come "T" nei primi cinque album si trasforma in una croce celtica.
Viene pubblicata, il 4 gennaio 2008, una versione rimasterizzata con delle tracce aggiuntive costituite da 5 demo: le prime quattro sono state incise nel marzo 1994, mentre l'ultima nel gennaio 1994.

## Tracce
Testi e musiche di Chuck Schuldiner, eccetto dove indicato.
1. Symbolic - 6:33 (secondo assolo: Bobby Koelble)
2. Zero Tolerance - 4:48 (terzo e quarto assolo: Bobby Koelble)
3. Empty Words - 6:22
4. Sacred Serenity - 4:27
5. 1,000 Eyes - 4:28
6. Without Judgement - 5:28
7. Crystal Mountain - 5:07
8. Misanthrope - 5:03
9. Perennial Quest - 8:21 (primo assolo: Bobby Koelble)

Tracce bonus nella versione rimasterizzata
1. Symbolic Acts (Demo)
2. Zero Tolerance (Demo)
3. Crystal Mountain (Demo)
4. Misanthrope (Demo)
5. Symbolic Acts (Demo)

## Formazione
- Chuck Schuldiner - voce, chitarra; basso e batteria (traccia 14)
- Bobby Koelble - chitarra
- Kelly Conlon - basso (tracce 1-9)
- Gene Hoglan - batteria (eccetto traccia 14)
- Steve DiGiorgio – basso (tracce 10-13)